# Sistema Estructurado de Triaje
El Sistema Estructurado de Triaje (SET) es un sistema estandarizado de triaje para los servicios de urgencias, desarrollado a partir del año 2003 en Andorra, como evolución de la escuela australiano-canadiense de triaje.

## Historia del SET
El SET nace como Modelo Andorrano de Triaje (MAT) y evoluciona como Sistema Español de Triaje, al ser aprobado y aceptado por varias sociedades científicas de urgencias y emergencias y servicios de salud, como estándar de triaje. El Servei Andorrà d'Atenció Sanitària (SAAS) asume el MAT en el año 2003, la  Societat Catalana de Medicina d’Urgència (SCMU) lo acepta como estándar de triaje para Cataluña en 2004, la Sociedad Española de Medicina de Urgencias y Emergencias (SEMES) para España en 2004, 
la Societat Andorrana d’Urgències i Emergències (SAUE) en 2007, el Servicio Catalán de Salud en 2008 y así sucesivamente siendo actualmente implementado como sistema de triaje (o triage, término generalmente usado de forma incorrecta en español, en Hispanoamérica) en clínicas y hospitales en Andorra, España, Ecuador, Chile, Colombia, México, Paraguay, Perú, Panamá y Uruguay.
Los orígenes del SET se remontan al año 2000, con el desarrollo de las bases teóricas de un nuevo modelo de triaje, que nace de una adaptación conceptual de la Canadian Triage and Acuity Scale (CTAS). En el verano de 2001, el Dr. Josep Gómez Jiménez creó los algoritmos clínicos base del modelo, que en junio de 2003, ya como obra científica fue asentada por su autor en el Registro General de la Propiedad Intelectual español como obra científica con el nombre: “Triaje estructurado de urgencias. Model Andorrà de Triatge (MAT). Bases conceptuales del Programa d’Ajuda al Triatge (PAT versión 3.0), con el número de registro 02/2003/6287.

## Bases Conceptuales del MAT:  El Programa de ayuda al triaje versión 3 (PAT v3)
En el Modelo Andorrano de Triaje (MAT), la diferenciación entre niveles se llevaba a cabo mediante discriminantes, preguntas específicas y la aplicación de escalas de gravedad. La escala de triaje del Programa de ayuda al triaje (PAT) versión 3, se estructuraba sobre la base de una serie de escalas generales que se iban incluyendo en las diferentes categorías sintomáticas. A partir de cada categoría sintomática se desarrollaban los algoritmos que integraban la escala de triaje y aspectos específicos relacionados con los motivos de consulta incluidos en la categoría sintomática.

### Categorías sintomáticas
Eran un conjunto de síntomas o síndromes que el profesional de urgencias interpretaba y reconocía a partir del motivo de consulta referido por el paciente, y que permitía clasificarlo dentro de una misma categoría clínica.
El MAT reconocía 32 categorías sintomáticas y 14 subcategorías que agrupaban 578 motivos clínicos de consulta, todos vinculados a las diferentes categorías y subcategorías sintomáticas.

### Discriminantes
Un discriminante se entendía como un factor que permitía diferenciar el grado de urgencia entre niveles de triaje. El MAT utilizaba:
- Constantes vitales: discriminaban a los pacientes con la misma sintomatología, entre el nivel II y el III (temperatura, presión arterial sistólica, frecuencia cardíaca, SpO2, glucemia capilar, Glasgow, NIHSS).
- Signos vitales anormales (estado de la piel, estado del pulso radial, frecuencia y profundidad respiratoria y somnolencia o confusión).
- Dolor: el MAT disponía de una guía clínica de evaluación del dolor en el triaje que permitía objetivar los valores que los pacientes manifestaban.

### Escalas de gravedad
Las escalas de coma de Glasgow, del coma no traumático, de grado de deshidratación, de gravedad clínica de la disnea o de gravedad clínica del asma entre otras, estaban disponibles para el uso por parte del profesional gracias a la informatización del modelo.

### Calidad y monitorización
El MAT contemplaba, por un lado, indicadores de calidad y, por otro, el conjunto mínimo de datos asistenciales de urgencias (CMBDU) para realizar análisis de comparación con estándares o benchmarking, tanto en adultos como en niños y todo ello relacionado con los niveles de triaje.
El CMBDU hace posible también el análisis de casuística o case-mix de los pacientes atendidos en urgencias que se realiza principalmente sobre la base de dos parámetros:
- Grado de urgencia: nivel de triaje asignado.
- Complejidad: medida al clasificar a los pacientes en grupos según su destino desde urgencias (GRUDs) y según la edad (GRUDEs).[6]

## Evolución y desarrollo del SET: El Sistema Estructurado de triaje versión 4 (web_e-PAT v4)

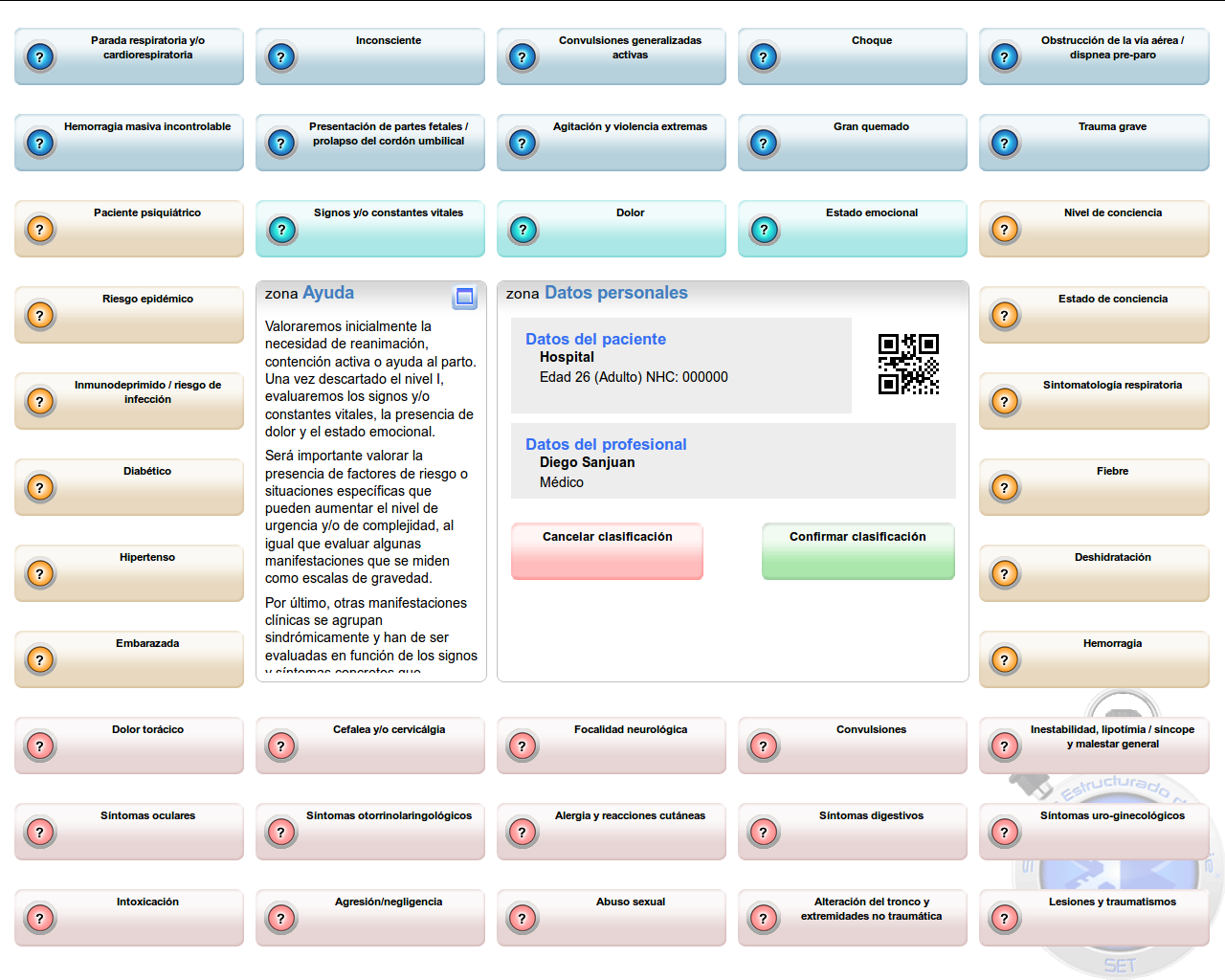
Web_e-PAT

A pesar de la fiabilidad y validez científica que han demostrado la mayoría de las escalas de triaje de 5 niveles, en estudios controlados y en sus formatos originales, basados en guías de implementación y formación de los profesionales, la experiencia de su uso ha mostrado problemas de fiabilidad de los resultados en la práctica clínica (problemas de concordancia interprofesional e interhospitalaria cuando se aplica sobre pacientes en el triaje), que han sido atribuidos a diferentes causas:
- Heterogeneidad en la formación de los profesionales.
- Tendencia al subtriaje en servicios de urgencias sobresaturados.
- Tendencia al subtriaje en situaciones agudas comunes.
- Tendencia al sobretriaje para justificar largos tiempos de demora.
- Tendencia al sobretriaje en servicios remunerados por casuística.[8]

Es por ello que en el año 2009, dados los problemas detectados y la evolución que había sufrido la obra científica del Dr. Josep Gómez Jiménez, este creó una nueva obra científica en un intento de homogeneizar el modelo y evitar la posible aleatoriedad que podía imprimir el personal que lo utilizara. Dicha nueva obra fue asentada por su autor en el Registro General de la Propiedad Intelectual español como obra científica con el nombre “Sistema Estructurado de Triaje. Bases conceptuales del programa de ayuda al triaje (web e_PAT),   con  número de  asiento  registral 02/2009/6771. El nuevo SET convirtió la vieja escala en una escala abierta, basada en factores de riesgo, escalas de gravedad y agrupaciones sintomáticas, vinculables a motivos de consulta y algoritmos clínicos con ayuda continua a la decisión. 
Los objetivos del SET y sus aplicativos informáticos siguen siendo: 1.De ayuda a la decisión protocolizada en el triaje; 2.Docente; 3. De control de calidad del triaje; 4. De soporte médico-legal fundamental para los profesionales que realizan el triaje.
La nueva versión del aplicativo del SET incluye además una serie de funcionalidades novedosas: 
- Acceso al sistema controlado por usuario y contraseña.
- Listado de pacientes ordenado por fecha de admisión.
- Añadir pacientes admitidos en urgencias.
- Clasificar un paciente.
- Ver detalles del paciente.
- Actualizar el listado de pacientes.
- Revaluar pacientes del listado.
- Registro de constantes, mediante formulario en la aplicación o bien con monitores de constantes.
- Permite gestionar el destino del paciente.
- Valoración de la complejidad de un paciente.[10]
- Valoración de la derivabilidad de un paciente.[11]
- Códigos de activación de emergencia (ICTUS, IAM, PCR, PPT, Agitación extrema, Intoxicación, Sepsis).
- Permite incluir la discrepancia del profesional respecto al nivel de triaje, complejidad y derivabilidad.
- Gestionar el cierre del paciente.
- Gestión de usuarios.
- Ver estadísticas.

La nueva versión del SET, mantiene como objetivo primario decidir con facilidad el nivel de urgencia del paciente, diferenciando claramente al paciente adulto del niño, mediante la incorporación de una nueva escala de triaje pediátrico, incorporando otras variables que permiten evaluar la complejidad del paciente y su derivabilidad. Por otro lado, en su última versión, el sistema permite integrar un gestor de protocolos , que, entre otros, permite generar protocolos de triaje avanzado.

## SET Pediátrico
La versión del SET pediátrico se implantó en colaboración con el grupo de urgencias de la Sociedad Catalana de Pediatría, y con la Sociedad Española de Urgencias de Pediatría (SEUP). El proyecto partía del principio básico que “un niño no es un adulto en miniatura”, por lo que la escala ideada para el adulto, no funcionaría igual en el niño. El SET pediátrico ha sido evaluado con la colaboración de médicos y enfermería de pediatría de urgencias de diferentes hospitales españoles, liderado por el Servicio de Urgencias del Hospital Sant Joan de Deu (Barcelona) bajo licencia del autor.
Las características específicas del software son:
- Introducción de una serie de motivos de consulta propios del niño.
- Desarrollo de una nueva escala con 5 algoritmos diferentes en función de la	edad del paciente:
  - <30 días
  - 30 días - 1 año
  - 1-3 años
  - 3-10 años
  - 10-14 años

- Adaptación al niño, en función de su edad, las diferentes escalas de evaluación incluidas en el web_e-PAT.
- Evaluación de los signos vitales (Triángulo de evaluación Pediátrica: TEP), las constantes vitales y la escala de dolor adaptadas a la edad del niño, así como el nivel de conciencia, a través de la escala AVPN para el paciente no traumático.
- La Escala de Coma de Glasgow para trauma está adaptada según la obertura de ojos, la respuesta verbal y la respuesta motora del paciente pediátrico, teniendo en cuenta la dificultad de este para expresarse. Se incluye la valoración de la Puntuación i índice de Trauma Pediátrico (Pediatric Trauma Score) en el traumatismo grave.
- Modulación del acceso a la valoración de algunas sintomatologías que no tienen la misma importancia en el niño que en el adulto, como por ejemplo el dolor torácico o las convulsiones.
- Modificación de varias escalas de gravedad como la de la dificultad respiratoria y el factor de riesgo embarazada, no aplicable al niño no adolescente.
- Introducción de conceptos vinculados a la complejidad y la cronicidad dentro de la escala de triaje, cosa que no se introduce en el adulto hasta la versión 4.5.

## Hoja de ruta
Durante el año 2022 se iniciaron los trabajos para desarrollar una nueva escala obstétrica y ginecológica dentro del SET, que diera respuesta a las particularidades que se observan en las pacientes de dicho ámbito. Estos trabajos concluirán con una nueva versión de la herramienta y escala. 
Durante el año 2024 el aplicativo informático del SET a obtenido el marcado CE con número de licencia 8537-PS. 
Durante el año 2024 se iniciaron los trabajos para desarrollar una nueva escala urológica, que verá la luz en 2025. 
También durante el año 2024 se introdujo un sistema de cribado de maltrato infantojuvenil, siguiendo las últimas recomendaciones científicas. 
https://www.triajeset.com/
https://drive.google.com/file/d/1dXVLS1u3iuosk6kyrReaV3Dq-iaERfYG/view?usp=sharing
https://www.youtube.com/watch?v=9-V7Ua4_MTQ
https://drive.google.com/file/d/1cs6fVzRf1XVZlFOV55wWhwhK3klsRlUc/view?usp=sharing

## Marca Europea: SET Sistema Estructurado de Triaje
En mayo de 2025 ha quedado registrada la Marca Sistema Estructurado de Triaje SET por parte de la European Union Intellectual Property Office (EUIPO) 
https://euipo.europa.eu/eSearch/#details/trademarks/019061729

Este registro implica los siguientes elementos clave:
Datos esenciales del registro
- Número de registro: 019061729
- Fecha de registro: 17 de mayo de 2025
- Titular de la marca: Esbarzer, S.L.
- Clases de la Clasificación de Niza incluidas

La marca está registrada para múltiples actividades en distintas clases, incluyendo:
- Clase     9: Programas informáticos (software descargable)
- Clase     16: Publicaciones impresas, libros, material de formación
- Clase     41: Servicios de formación, educación, seminarios, publicación de     libros
- Clase     42: Programación, mantenimiento y desarrollo de software; control de     calidad
- Clase     44: Servicios médicos y hospitalarios

Implicaciones importantes
- Propiedad legal: El documento reconoce a Esbarzer, S.L. como la titular     legal exclusiva de los derechos de marca sobre “Sistema Estructurado de     Triaje SET” en toda la Unión Europea.
- Protección amplia: La protección no solo cubre el software de triaje, sino     también materiales impresos, servicios educativos, médicos y     hospitalarios.
- Valor estratégico: Este registro refuerza jurídicamente la autoría y los     derechos comerciales en torno al modelo SET y sus aplicaciones.